# Tzartus Island
Tzartus Island är en ö i Kanada.  Den ligger utanför Vancouver Island  i provinsen British Columbia, i den sydvästra delen av landet, 3 700 km väster om huvudstaden Ottawa. Arean är 18 kvadratkilometer.
Terrängen på Tzartus Island är lite kuperad. Öns högsta punkt är 287 meter över havet. Den sträcker sig 6,8 kilometer i nord-sydlig riktning, och 5,4 kilometer i öst-västlig riktning.
Trakten runt Tzartus Island är nära nog obefolkad, med mindre än två invånare per kvadratkilometer.  Klimatet i området är tempererat. Årsmedeltemperaturen i trakten är 6 °C. Den varmaste månaden är juli, då medeltemperaturen är 14 °C, och den kallaste är januari, med 0 °C. Genomsnittlig årsnederbörd är 3 104 millimeter. Den regnigaste månaden är december, med i genomsnitt 412 mm nederbörd, och den torraste är juli, med 60 mm nederbörd.